# NAPLPS
NAPLPS (N orth A merican P представлення L evel P rotocol S yntax) (з англ. «Синтаксис протоколу рівня презентації Північної Америки») — це графічна мова на першу для використання з послугами відеотексту та телетексту. NAPLPS був розроблений із системи Telidon, розробленої в Канаді, з невеликою кількістю доповнень від корпорації AT&T. Основи NAPLPS пізніше були використані як основа для декількох інших графічних систем на базі мікрокомп'ютерів.

## Історія
Канадський дослідницький центр зв'язку (ДЦЗ), що базується в Оттаві, працював над різними графічними системами з кінця 1960-х років, більшу частину цього очолював Герб Боун. Протягом 1970-х вони звернули свою увагу на розробку системи «інструкцій із опису зображення», яка кодувала графічні команди як текстовий потік.
Графіка кодувалася у вигляді серії інструкцій (графічних примітивів), кожна з яких представлена одним символом ASCII. Графічні координати були закодовані в декілька 6-бітних рядків даних координат XY, позначені для розміщення їх у діапазоні ASCII для друку, щоб вони могли передаватися за допомогою звичайних методів передачі тексту. Символи ASCII SI / SO використовувались для розмежування тексту від графічних частин переданої «сторінки». Ці інструкції були розшифровані окремими програмами для створення графіки виведення, на плотері, наприклад. Інші роботи створили повністю інтерактивну версію. У 1975 році CRC дав контракт Norpak на розробку інтерактивного графічного терміналу, який міг би декодувати інструкції та зображати їх на кольоровому дисплеї.
У цей період низка компаній розробляла перші телетекстові системи, зокрема система Ceefax BBC. Ceefax кодував символьні дані в рядки у вертикальному інтервалі замикання звичайних телевізійних сигналів, де їх не можна було побачити на екрані, а потім використовував буфер і декодер на телевізорі користувача, щоб перетворити їх на «сторінки» тексту на дисплеї. Незалежний орган телерадіомовлення швидко запровадив власну систему ORACLE, і обидві організації згодом погодилися використовувати єдиний стандарт, «Специфікація телетексту мовлення». Це згодом став Всесвітньою системою телетексту.
Приблизно водночас інші організації розробляли системи відеотексту, схожі на телетекст, за винятком того, що вони використовували модеми для передачі своїх даних замість телевізійних сигналів. Це було потенційно повільніше і використовувало телефонну лінію, але мала головну перевагу — дозволяти користувачеві передавати дані назад до відправника. Генеральне поштове відділення Великої Британії розробило систему, використовуючи стандарт Ceefax / ORACLE, запустивши її як Prestel, тоді як Франція підготувала перші кроки для своєї остаточно успішної системи Minitel, використовуючи конкурентний стандарт дисплея під назвою Antiope.
До 1977 року працювала система Norpak, і завдяки цій роботі КПР вирішив створити власну систему телетексту / відеотексту. На відміну від систем, що впроваджуються в Європі, CRC з самого початку вирішив, що система повинна мати можливість працювати на будь-якій комбінації комунікаційних ліній. Наприклад, він може використовувати інтервал вертикальної заготовки для надсилання даних користувачеві та модем для повернення вибору серверам. Він може використовуватися в односторонній або двосторонній системі.
У режимі телетексту символьні коди надсилалися телевізорам користувачів, кодуючи їх як точкові шаблони у вертикальному інтервалі відключення відеосигналу. Різні технічні «перетворення» та деталі сигналів NTSC, які використовуються телевізорами у Північній Америці, дозволили каналу відеотексту вниз за течією збільшитись до 600 біт / с, приблизно вдвічі, ніж у європейських системах. У режимі відеотексту типовими були модеми Bell 202, які пропонували швидкість завантаження 1200 біт / с. Набір, прикріплений до телевізора, декодував ці сигнали назад на текстові та графічні сторінки, які користувач міг вибрати.
Система була публічно запущена як Телідон 15 серпня 1978 року. Порівняно з європейськими стандартами, система CRC була швидшою, двонаправленою та пропонувала реальну графіку на відміну від простої ASCII-графіки. Недоліком системи було те, що вона потребувала значно вдосконалених декодерів, як правило, із процесорами Zilog Z80 або Motorola 6809 з RGB та / або радіочастотним виходом. 
Канада з інновацій, науки та економічного розвитку (тоді Міністерство комунікацій) розпочала чотирирічний план фінансування публічних розробок цієї технології, намагаючись стимулювати розвиток комерційної системи Telidon.
Корпорація AT&amp;T настільки вразила Телідона, що вирішила приєднатися до проекту. Вони додали ряд корисних розширень, зокрема можливість визначення оригінальних графічних команд (макрос) та наборів символів (DRCS). Вони також подали алгоритми пропорційно розміщеного тексту, що значно покращило якість зображуваних сторінок. Спільна робоча група CSA / ANSI (X3L2.1) переглянула технічні характеристики, які були подані для стандартизації. У 1983 році вони стали CSA T500 і ANSI X3.110, або NAPLPS. Система кодування даних була також стандартизована як протокол NABTS (специфікація телетексту трансляції Північної Америки).
Бізнес-моделі для послуг Telidon були слабо розвинені. На відміну від Великої Британії, де телетекст підтримувався однією лише з двох великих компаній, ціла модель доходу яких базувалася на середовищі, що читається (телебачення), в Північній Америці Telidon пропонували компанії, які працювали на основі абонентів.

## Односторонні системи
Telidon на основі телетекст був випробуваний в декількох північноамериканських випробувань на початку 1980-х років — Сі-Бі-Сі IRIS, TVOntario, МТС польоту АМС проекту МАР, щоб назвати декілька.
NAPLPS також був частиною стандарту телетексту NABTS для кодування та зображення сторінок телетексту.
Наприкінці 1980-х та на початку 1990-х SportsChannel запустив послугу під назвою Sports Plus Network, яка проводила спортивні новини та результати, поки SportsChannel не змінився в ефірі. Екрани, на яких часто було додано логотипи команд або подібності гравців на додаток до тексту, були повністю намальовані графікою NAPLPS і нагадували завантаження сторінок Prodigy через модем, хоча і трохи швидше.

## Двосторонні системи
Різні двосторонні системи, що використовують NAPLPS, з'явилися в Північній Америці на початку 1980-х років. Найбільшими північноамериканськими прикладами були Knight Ridder  Viewtron (базується в Маямі) та послуга шлюзів Лос-Анджелес Таймс ' Gateway (базується в окрузі Оранж). Обидва використали термінал Scepter NAPLPS від AT&T. Скипетр містив повільний модем, який підключався по телефонній лінії споживача до хост-комп'ютерів. Scepter був дорогим, будь то придбаний чи орендований. Незважаючи на величезні інвестиції їх материнських компаній, ні Viewtron, ні Gateway не тривали у другій половині десятиліття. Інша система — Keycom — була розроблена спільним підприємством Honeywell, Centel (з моменту придбання Sprint) та газетою Chicago Sun Times. Keycom використовував фірмовий термінальний пристрій NAPLPS.
Інші технології NAPLPS на початку 1980-х років були розгорнуті в Канаді, як спосіб отримання сільськими канадцями інформації про новини та погоду, так і як платформа для інформаційних кіосків з сенсорним екраном. У Ванкувері вони були представлені на Експо 86. Кіоски стали всюдисущими в Торонто під назвою Teleguide, і їх розгорнули у багатьох торгових центрах та на великих туристичних атракціонах. Останнє місто було північноамериканським зв'язком NAPLPS та домом Норпака, найбільш успішним з розробників, орієнтованих на NAPLPS. Norpak створив та продав апаратне та програмне забезпечення для розробки та відображення NAPLPS. TVOntario також розробило програмне забезпечення для створення вмісту NAPLPS.
У Лондоні на базі Онтаріо Cableshare використовували NAPLPS як основу інформаційних кіосків із сенсорним екраном для торгових центрів, флагман яких був розгорнутий у центрі Ітона в Торонто. Система спиралася на мікрокомп'ютер на базі 8085, який управляв декількома терміналами NAPLPS, оснащеними сенсорними екранами, і всі вони спілкувалися через Datapac з базовою базою даних. Система пропонувала інформацію про новини, погоду та спорт, а також путівники та купони торгових центрів. Cableshare також розробив і продав провідну утиліту для створення сторінок NAPLPS під назвою «Painter Picture».
Наприкінці 1980-х Tribune Media Services (TMS) та Ассошіейтед Прес керували каналом кабельного телебачення під назвою AP News Plus, який надав екрани новин на базі NAPLPS абонентам кабельного телебачення у багатьох містах США. Сторінки новин були створені та відредаговані співробітниками TMS, які працюють над системою редагування Atex в Орландо, штат Флорида, і надсилаються по супутнику до пристроїв декодування NAPLPS, розташованих у місцевих компаніях кабельного телебачення. Серед фірм, що надають технологію TMS та Associated Press для телеканалу AP News Plus, був Міннеаполіс Electronic Publishers Inc. (1985—1988).
У 1981 році два радіооператори-любителі (VE3FTT та VE3GQW) отримали спеціальний дозвіл від канадського департаменту зв'язку на проведення ефірних експериментів з використанням синтаксису NAPLPS, який технічно не був законним на той час, оскільки це була «кодована передача». Після доповіді про успішність тестів, DOC потім дозволив загальне використання NAPLPS на радіо любителів. Про це повідомлялося у довіднику радіо ARRL протягом кількох наступних років.
У період між 1988 і 1994 роками компанія Bell Canada запропонувала комутовану послугу Телідона під назвою Alex, схожа за духом з французьким Мінітелем, і телефонний довідник запропонував основну інформацію.

## Спад
NAPLPS описувався на початку 1990-х років як графічна основа для онлайн-сервісу Prodigy. Деякі дошки оголошень мали змогу обслуговувати вміст NAPLPS абонентам на своїх 1200 та 2400 біт / с модемах. Але головна перевага технології в епоху повільної телекомунікації — її здатність кодувати складну графіку в стислих командних об'єктах стала суперечливою, оскільки швидкості передачі даних зростали і стискання растрової графіки стало популярним.

## Спадщина
У 1980-х роках бібліотека графічної системи ядер (GKS), заснована на специфікації 1970-х років з аналогічною базовою геометрією та командною структурою, ніж NAPLPS, була широко впроваджена на мікрокомп'ютерах і стала основою графічної системи «GSX» Digital Research, використовуваної в їх GEM GUI. Пізніше GKS було розширено на тривимірну версію, і доповнення до цього призвело до PHIGS (Ієрархічна інтерактивна графічна система програміста), конкурента OpenGL.